# 自己記述数
自己記述数（じこきじゅつすう、self-descriptive number）とは、以下の条件を満たす整数 m のことである。
- m の桁数 b が、m の基数を示す。
- 先頭の桁を0桁目としたとき、m の全ての n 桁目の数字 d が、m における数字 n の個数を示す。

## 例
基数10において、6210001000は以下の理由で自己記述数である。
- 桁数10が、その基数10を示している。
- 0桁目の数字6が、6210001000の中に数字0が6個あることを示している。
- 1桁目の数字2が、6210001000の中に数字1が2個あることを示している。
- 2桁目の数字1が、6210001000の中に数字2が1個あることを示している。
- 3桁目の数字0が、6210001000の中に数字3が0個あることを示している。
- 4桁目の数字0が、6210001000の中に数字4が0個あることを示している。
- 5桁目の数字0が、6210001000の中に数字5が0個あることを示している。
- 6桁目の数字1が、6210001000の中に数字6が1個あることを示している。
- 7桁目の数字0が、6210001000の中に数字7が0個あることを示している。
- 8桁目の数字0が、6210001000の中に数字8が0個あることを示している。
- 9桁目の数字0が、6210001000の中に数字9が0個あることを示している。

## 他の基数における自己記述数
基数1, 2, 3, 6には自己記述数が存在しない。7以上の基数では、少なくとも以下の形式の自己記述数が必ず存在する。
{\displaystyle (b-4)b^{b-1}+2b^{b-2}+b^{b-3}+b^{3}}
この数は、0桁目の数字が b − 4 、1桁目の数字が 2、2桁目の数字が 1、b − 4 桁目の数字が 1、それ以外の桁の数字が 0 となる。
以下に、各基数における自己記述数を示す。
| 基数 | 自己記述数 （オンライン整数列大辞典の数列 A138480） | 基数10での値 （オンライン整数列大辞典の数列 A108551） |
| ---- | --------------------------------------------------- | ----------------------------------------------------- |
| 1    | なし                                                | なし                                                  |
| 2    | なし                                                | なし                                                  |
| 3    | なし                                                | なし                                                  |
| 4    | 1210, 2020                                          | 100, 136                                              |
| 5    | 21200                                               | 1425                                                  |
| 6    | なし                                                | なし                                                  |
| 7    | 3211000                                             | 389305                                                |
| 8    | 42101000                                            | 8946176                                               |
| 9    | 521001000                                           | 225331713                                             |
| 10   | 6210001000                                          | 6210001000                                            |
| 11   | 72100001000                                         | 186492227801                                          |
| 12   | 821000001000                                        | 6073061476032                                         |
| 13   | 9210000001000                                       | 213404945384449                                       |
| 14   | A2100000001000                                      | 8054585122464440                                      |
| 15   | B21000000001000                                     | 325144322753909625                                    |
| 16   | C210000000001000                                    | 13983676842985394176                                  |
| ...  | ...                                                 | ...                                                   |
| 36   | W21000...0001000 （省略部には23桁の 0 がある）      | 約 2.14349×1053                                       |
| ...  | ...                                                 | ...                                                   |

## 特性
上の表に記載されている数字からは、全ての自己記述数は全ての桁の数字の合計（数字和）が基数と一致する、また、全ての自己記述数は基数の倍数であるように見える。1つ目の事象については、自己記述数の定義より、全ての桁の数字の合計は桁数と一致し、桁数は基数を表しているということから自明である。
基数bの自己記述数が必ずその基数の倍数である（あるいは、自己記述数の最後の桁の数字が必ず0である）ことは、次のように証明できる。
- 基数bの自己記述数mが、桁数はb桁だがbの倍数ではない（最後の桁の数字が0ではない）と仮定する。
- この場合、b − 1 桁目（最後の桁）の数字は少くとも1となる。これは、mに数字 b − 1 が少なくとも1つは存在することを意味する。
- 数字 b − 1 がx桁目にあるとした場合、m の中に数字 x が b − 1 個存在しなければならない。
- 従って、m には少くとも1の数字が1個、数字 x が少なくとも b − 1 個あることになる。ここで、x > 1 の場合、m の桁数が b を超えるので、最初の仮定と矛盾している。また、x = 0 または 1 の場合も矛盾が生じる。

基数bの自己記述数は、基数bのハーシャッド数である。